# St-Pothin (Lyon)

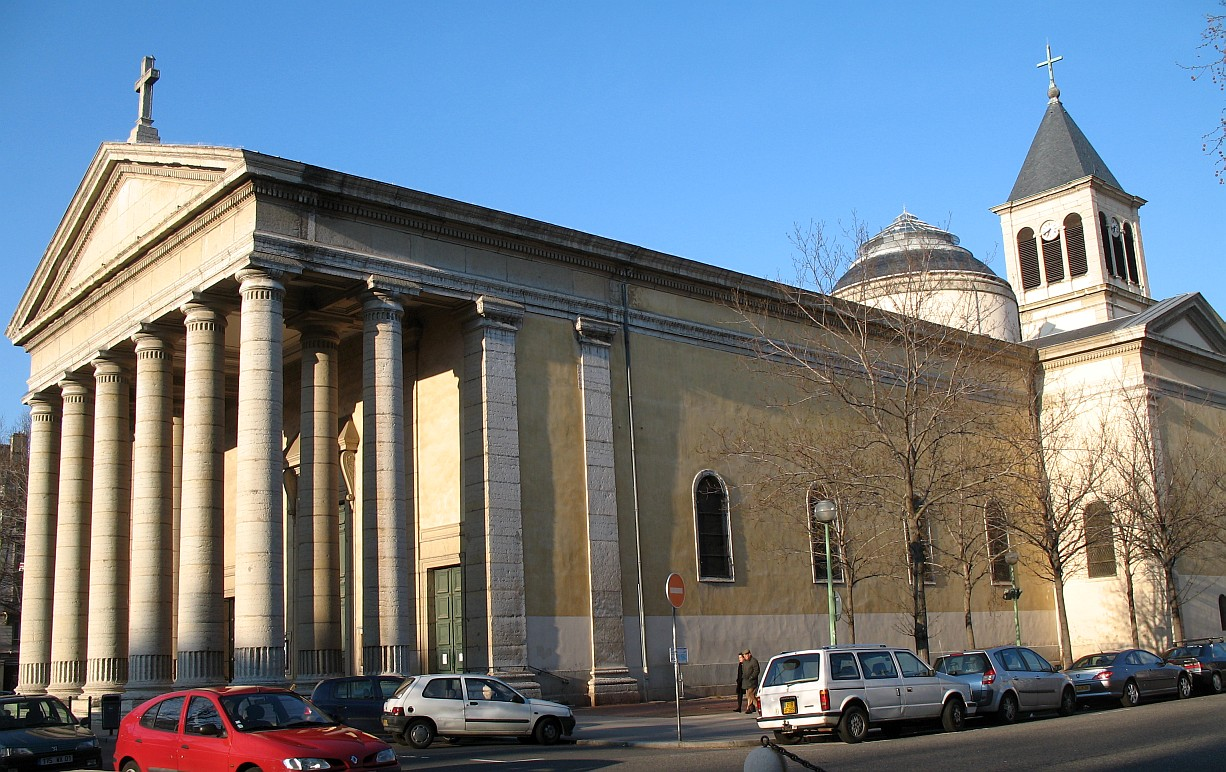
St-Pothin (Lyon)

Die Kirche St-Pothin ist eine römisch-katholische Kirche im 6. Arrondissement von Lyon. Die Kirche wurde im Jahr 2007 als Monument historique eingestuft.

## Lage

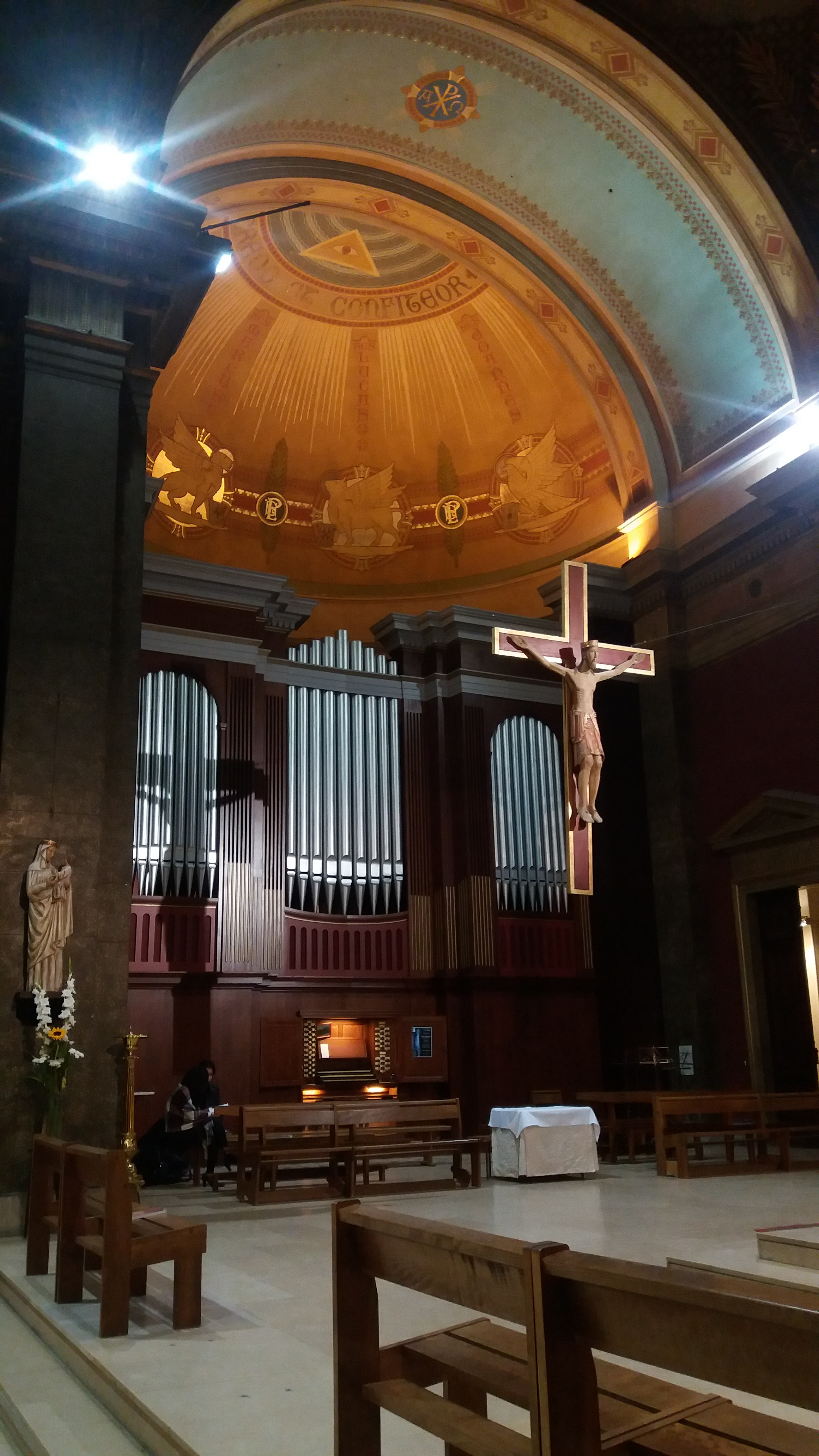
St-Pothin (Lyon)

Die Kirche befindet sich östlich der Rhône im Viertel Les Brotteaux (Place Edgar Quinet, Eingang an der Rue Vendôme). Sie ist zu Ehren des Lyoner Ortsheiligen Pothinus geweiht.

## Geschichte
Der 1825 gegründeten Pfarrei, der ersten östlich der Rhône, baute der Architekt Christophe Crépet (1807–1864) von 1841 bis 1843 einen klassizistischen Kirchenbau mit Tempelfassade (Peristyl), zwei Säulenreihen im Innern, Querhaus, Kuppel und Ostturm. Die Kirche steht seit 2007 unter Denkmalschutz.

## Ausstattung

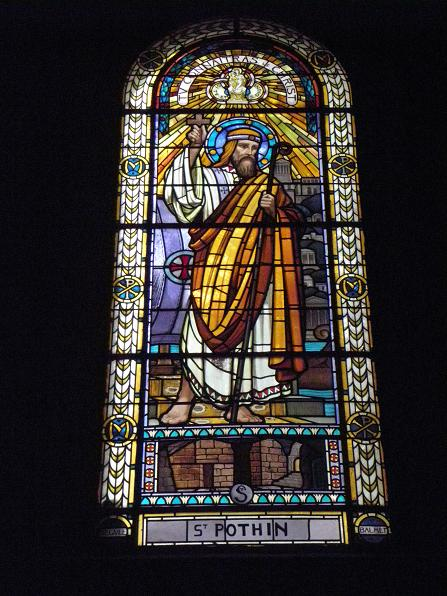
St-Pothin (Lyon)

Die Kirche verfügt über Malereien von Étienne Couvert (1856–1933), über ein Gemälde von Étienne Villequin (1619–1688) und ein Glockenspiel. Die Kirchenfenster der Künstler Joseph-Émile Bégule (1880–1972) und Louis Balmet (1876–1957), die von 1922 bis 1933 geschaffen wurden, stellen folgende Heilige dar: Pothinus, Irenäus von Lyon, Polykarp von Smyrna, Jean-Marie Vianney, Blandina, Clothilde und Genoveva von Paris. Die Orgel des Orgelbauers Joseph Merklin von 1876 hat 43 Register.